# Khanaqa

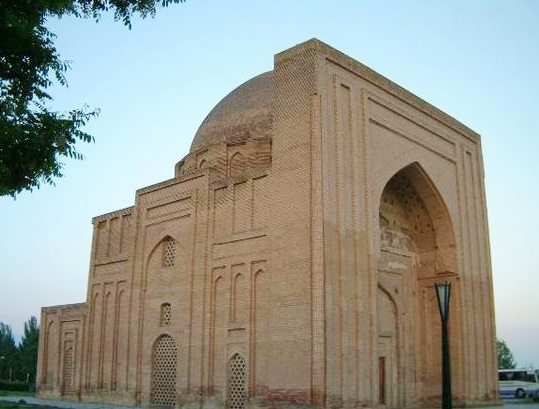
Graven Haruniyeh, döpt efter kalifen Harun al-Rashid, fungerar idag som en khanaqa. Den ligger i Tus i Iran och uppfördes sannolikt under 1200-talet. Det är även den kände muslimske teologen Ghazalis mausoleum.

Khanaqa är det persiska namnet på en sufisk samlingsplats eller ordenscentrum. De första khanaqa grundades i Iran och Irak på 900-talet under inflytande från manikeismen.